# وزاي المقاضحة (خيران المحرق)

تعديل مصدري - تعديل

وزاي المقاضحة هي إحدى قرى عزلة مسروح بمديرية خيران المحرق التابعة لمحافظة حجة، بلغ تعداد سكانها 37 نسمة حسب تعداد اليمن لعام 2004.